# 4415 Echnaton
A 4415 Echnaton (ideiglenes jelöléssel 4237 P-L) a Naprendszer kisbolygóövében található aszteroida. Cornelis Johannes van Houten,  Ingrid van Houten-Groeneveld,  Tom Gehrels fedezte fel 1960. szeptember 24-én.
Nevét Ehnaton fáraóról kapta.